# 임금펭귄
임금펭귄(Aptenodytes patagonicus)은 지구상에 생존하는 모든 펭귄들 중에서 황제펭귄(천자펭귄) 다음으로 두번째로 키가 크고 체중이 많이 나가는 종이다. 키가 약 95cm, 무게 약 15kg이다. 천적은 얼룩무늬물범과 범고래이며, 새끼는 큰풀마갈매기와 도둑갈매기,혹물떼새가 적이다. 먹이는 주로 오징어, 크릴새우, 샛비닐치과로 한다. 서식지는 남극 대륙 북쪽 끝자락에있는 남극 섬, 사우스조지아섬, 아르헨티나 남부등이 있다.

## 모습
암컷과 수컷의 겉모습이 유사하나 울음소리로 구분할수있다. 수컷이 암컷보다 약간 더 크며 메리언 섬의 성체의 평균체중은 수컷 70마리의 경우 12.4kg(27 lb), 암컷 71마리의 경우는 11.1kg(24 lb)였다.
겉보기에는 임금펭귄은 더 크고 밀접하게 관련된 종인 황제펭귄과 유사하다. 두 종은 어두운 깃털과 대조를 이루는 넓은 볼 부위의 무늬와 가슴 윗부분의 노란빛 주황색 깃털이 비슷하나 성체 임금펭귄의 볼 무늬는 선명한 주황색인 반면, 황제펭귄의 볼 무늬는 노란색과 흰색으로 이루어져 있다. 또한 임금펭귄의 가슴 윗부분은 황제펭귄보다 더 주황빛에 가깝고 노란색이 덜 띤다. 두 종 모두 아랫부리 측면에 화려한 무늬가 있으나, 황제펭귄은 분홍빛에 가깝고 임금펭귄은 주황빛에 가깝다.
임금펭귄은 종종 다른 펭귄 종들과 같이 거대한 극지 주변 섬들에서 번식하지만, 훨씬 큰 체격과 더 키가 큰 몸집, 화려한 무늬, 검은색보다는 잿빛을 띠는 그을린 회색의 등같은 특징으로 다른 종들과 쉽게 구별된다.

## 행동
임금펭귄의 평균 수영 속도는 6.5~10km/h(4.0-6.2 mph)이다. 60m(200 ft) 이하의 얕은 잠수에서는, 하강과 상승 시 2km/h(1.2 mph)를 낸다. 반면 150m(490 ft)를 초과하는 깊은 잠수에서는 양 방향 모두 5km/h(3.1 mph)를 낸다.임금펭귄은 ‘돌고래처럼 수면을 튀어오르며 헤엄치는 동작(porpoise)’을 사용하는데, 이는 속도를 유지하면서 숨을 쉬기 위해 사용하는 수영 기술이다. 육지에서는 몸을 좌우로 흔드는 걸음걸이와 배로 미끄러지듯 이동하는 'tobogganing'을 번갈아 하며 움직인다. 이때 날개 같은 지느러미와 발로 밀면서 얼음 위를 미끄러지며 이동한다. 임금펭귄 또한 모든 펭귄과 마찬가지로 날수없다.

## 임금펭귄의 번식
남극해의 사우스조지아섬은 임금펭귄의 번식지이다. 빙하의 기슭에서 해안까지 비교적 평탄한 지대를 골라 번식지로 삼는다. 새끼가 어른으로 자라는 기간은 조금씩 다른데 사우스조지아섬 에선 14개월이 걸린다.
임금펭귄은 일반적으로 생후 3년일때부터 번식이 가능하지만, 실제로 이 시기때 번식하는 개체는 매우 드물며(Crozet Islands에서는 약 5%에 불과하다) 평균적인 첫 번식 연령은 5~6세이다.
임금펭귄은 일부일처제로, 한 해마다 한 짝과만 짝을 이루며 충실한 관계를 유지한다. 그러나 해를 넘겨 같은 개체와 다시 짝을 이룰 확률은 30% 미만으로 낮다. 이는 임금펭귄의 특이하게 긴 번식 주기와 관련이 있는 것으로 추정된다.
임금펭귄은 번식 주기가 길며, 알을 낳은 순간부터 새끼가 깃털이 다 자라기까지 약 14~16개월이 걸린다. 비록 개체들이 매년 번식을 시도하긴 하지만, 실제로 성공하는 경우는 보통 2년에 한 번꼴이거나, 사우스조지아 지역에서는 3년 중 2년은 번식에 성공하는 식의 3년 주기(triennial pattern)를 따른다.

번식 주기는 9월에서 11월 사이, 펭귄들이 짝짓기 전 털갈이를 위해 집단 서식지로 돌아오면서 시작된다. 전년도에 번식에 실패했던 개체들은 보통 더 일찍 도착한다. 이들은 그 후 약 3주 동안 다시 바다로 돌아갔다가 11월이나 12월에 해안에 상륙한다.

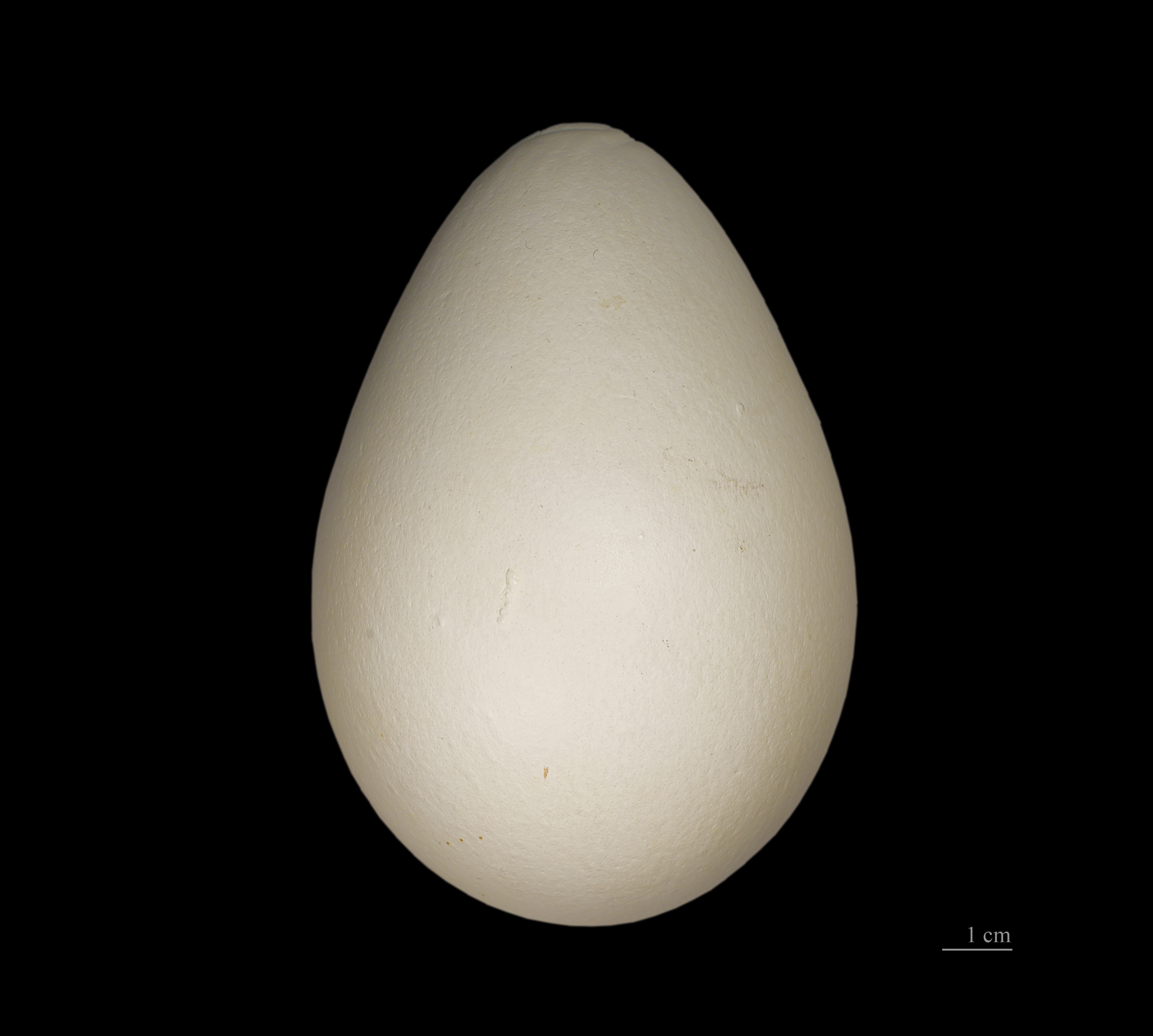
임금펭귄의 알

암컷 펭귄은 크기 10cm × 7cm (3.9 in × 2.8 in), 무게가 300g (0.66 lb)인 배 모양의 흰색 알을 한 개 낳는다. 알은 처음에는 부드럽지만, 점차 단단해지고 색이 하얀색에서 옅은 녹색빛으로 어두워진다. 약 55일 동안 품어지며, 두 마리의 펭귄이 6~18일씩 교대로 품는다. 이때 가까운 친척인 황제펭귄처럼, 임금펭귄은 알을 발 위에 올려 놓고 육아주머니(brood pouch)에서 품는다.
부화까지 최대 2~3일이 걸리며 새끼는 반(半)만성조와 유소성의 특징을 가지고 태어난다. 얇은 솜털만 덮여 있을 뿐이며, 먹이와 체온 유지를 완전히 부모에게 의존한다. 보호단계에서는 황제펭귄과 마찬가지로 임금펭귄의 새끼가 부모의 발에 균형을 잡고 복부 피부로 형성된 육아주머니에 보호받으며 시간을 보낸다. 30~40일 동안 지속되며 이 기간 동안 부모는 3~7일마다 번갈아가며 한 마리는 새끼를 보호하고 나머지 한마리는 먹이를 찾는다.

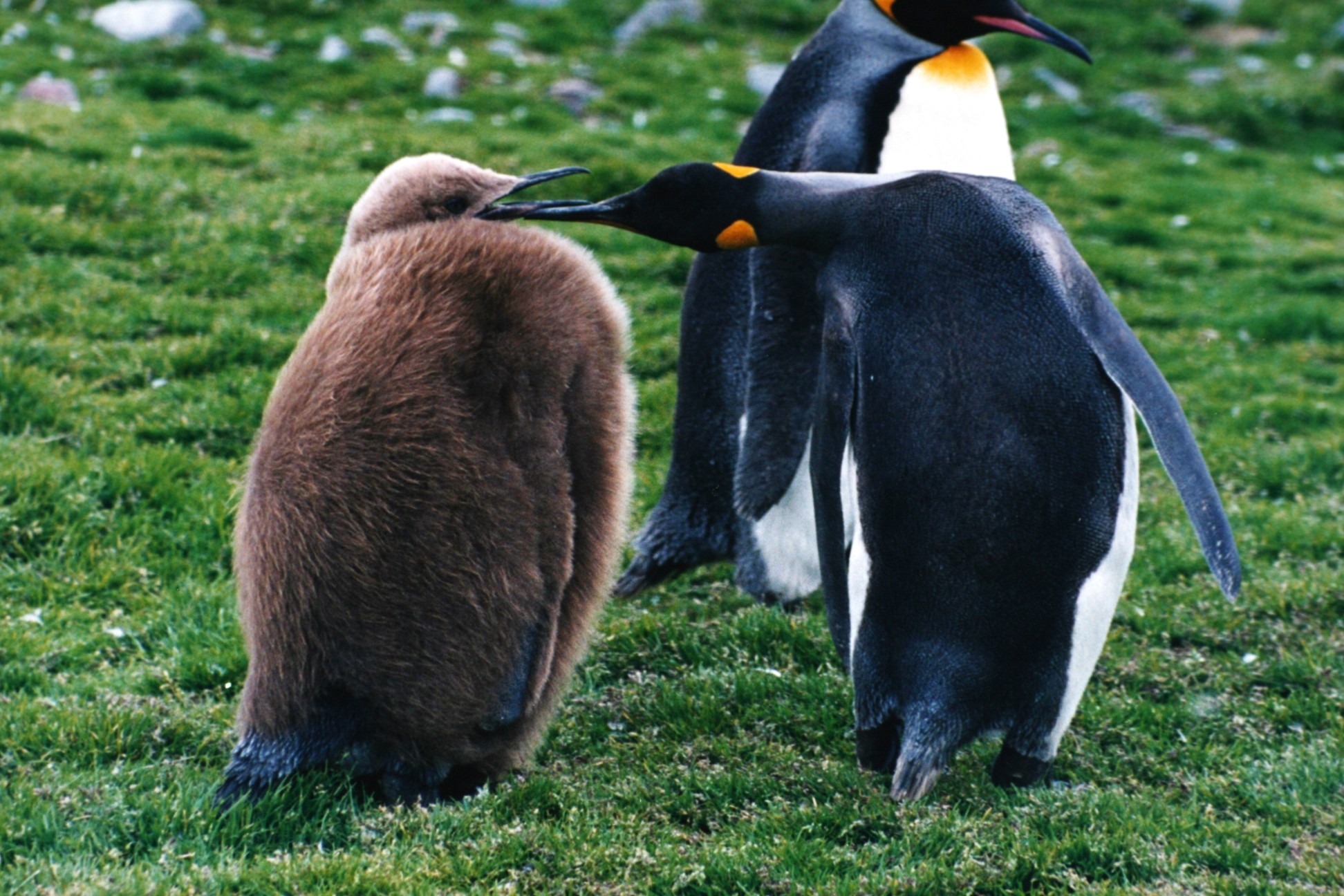
임금펭귄 유조와 성조.

## 같이 보기
- 남극
- 북극